# Hubert Salvator van Oostenrijk

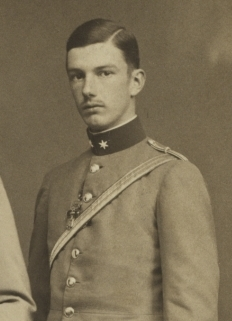
Hubert Salvator van Oostenrijk 1914

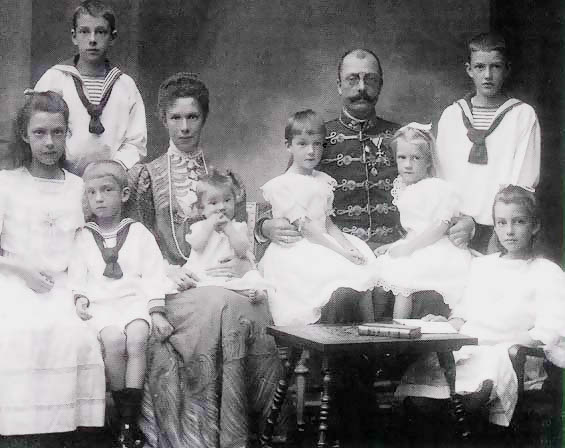
Hubert Salvator staande rechts achteraan, met zijn ouders, broers en zusters

Hubert Salvator Reinier Maria Jozef Ignatius (Wels, 30 april 1894 — Persenbeug-Gottsdorf, 24 maart 1971), aartshertog van Oostenrijk, was een lid van het Huis Habsburg-Lotharingen. Hij was de derde zoon van aartshertog Frans Salvator van Oostenrijk en aartshertogin Marie-Valerie van Oostenrijk, een dochter van Frans Jozef I van Oostenrijk, en werd geboren op Schloss Lichtenegg dat toen gepacht werd door zijn ouders.
In 1917, tijdens de Eerste Wereldoorlog, nam hij als militair attaché deel aan een door keizer Karel I van Oostenrijk gesteunde missie naar het Ottomaanse Rijk. Deze missie werd geleid door oriëntalist en theoloog Alois Musil en voerde door Klein-Azië, Syrië en Palestina.

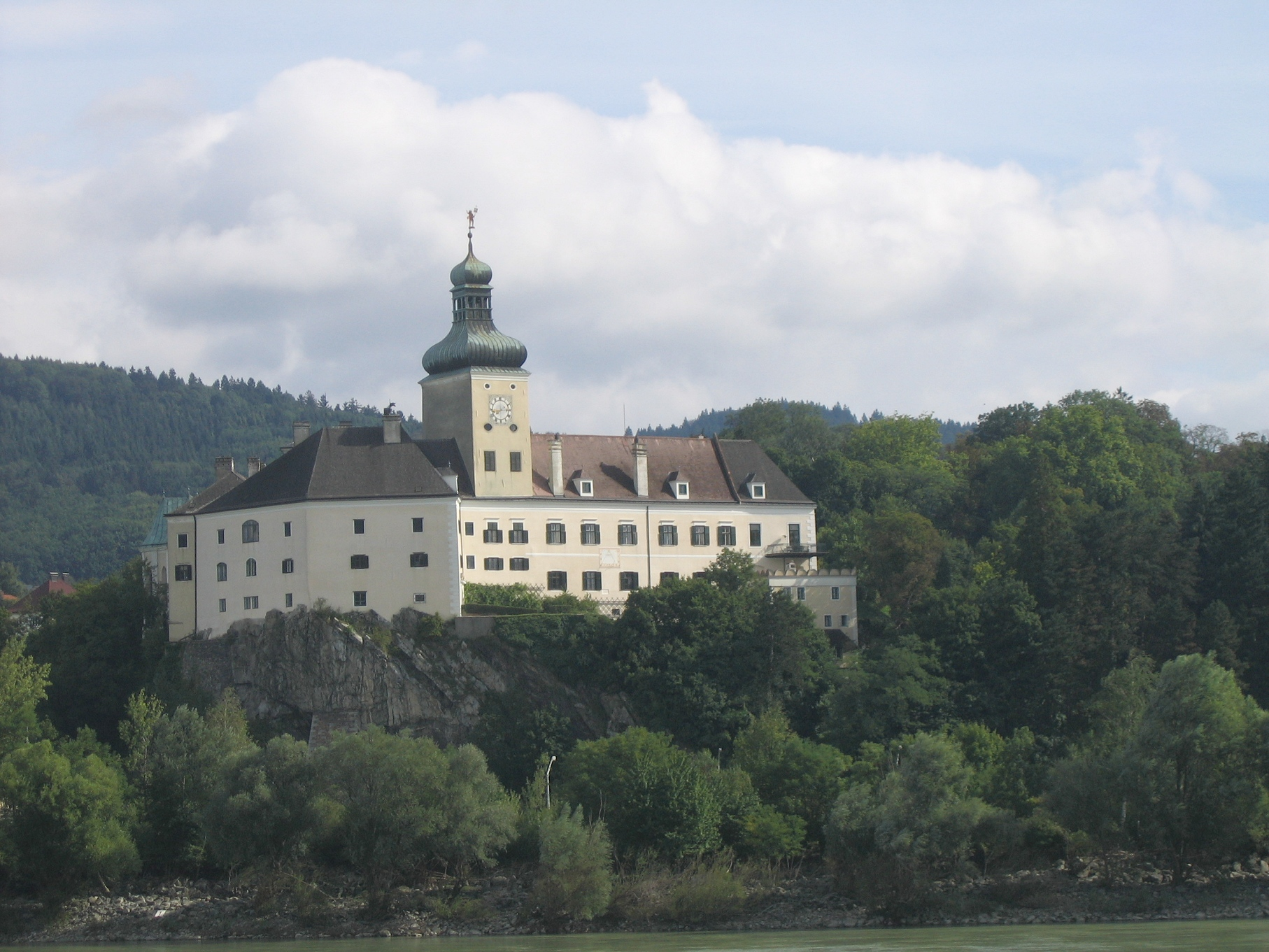
Schloss Persenbeug

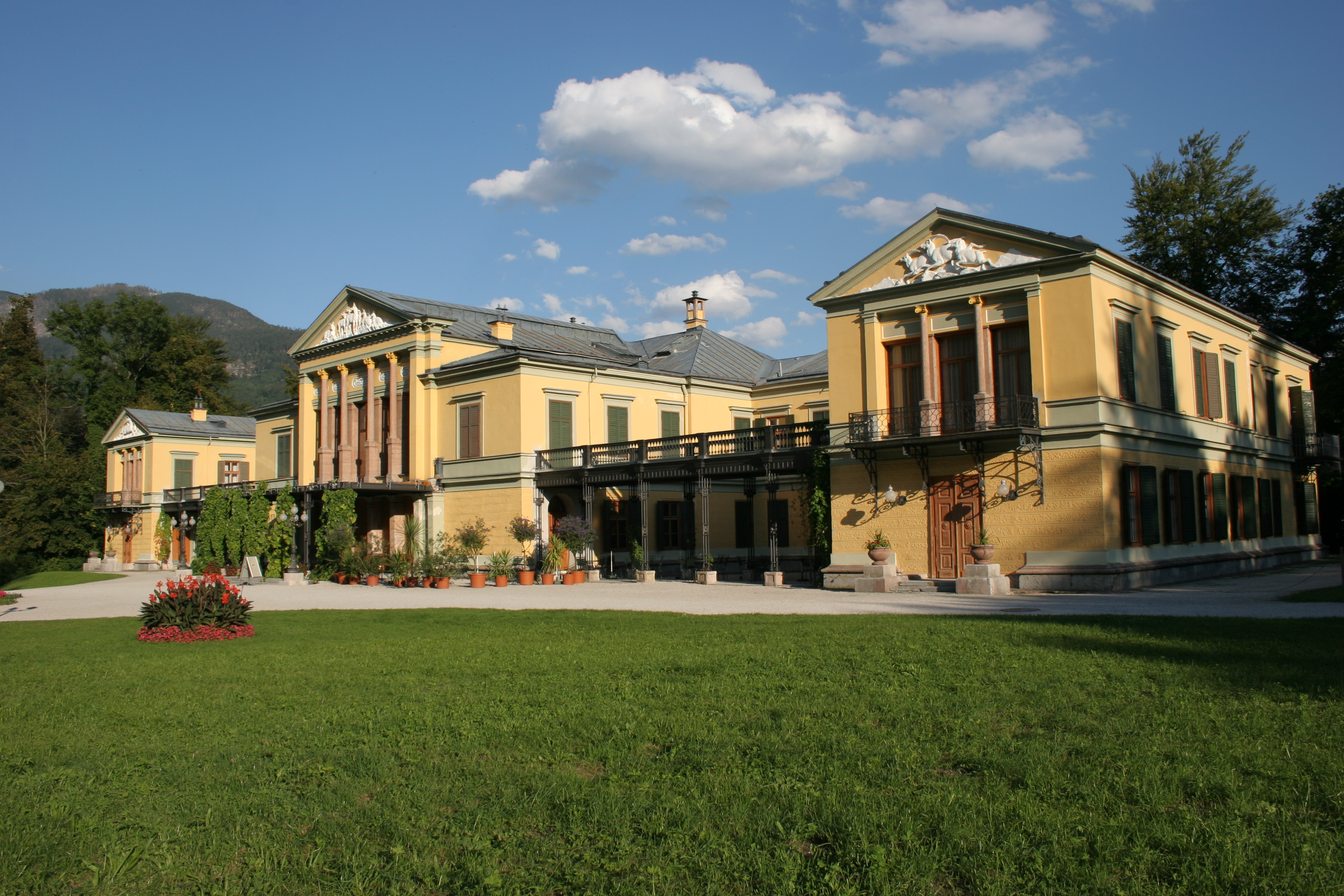
Kaiservilla in Bad Ischl

In 1919 deed hij afstand van al zijn dynastieke rechten om zo in Oostenrijk te kunnen blijven en zijn bezittingen niet te verliezen. Dit betrof onder andere het slot Persenbeug, waar hij met zijn familie resideerde en waar hij ook overleed, en de Kaiservilla in Bad Ischl. Zijn zoon Markus (1946), museumdirecteur, bewoonde anno 2015 de Kaiservilla waarvan hij de conservator was, zijn jongste zoon Michael (1949), historicus, bewoonde anno 2015 Schloss Persenbeug, net als kleinzoon Alexander (1959), business manager en zoon van Hubert Salvators oudste zoon Friedrich (1927-1999). Dochter Valerie Habsburg-Lotharingen (1941) trouwde in 1966 met Max von Baden (1933).
Hij trad op 25 november 1926 in het huwelijk met prinses Rosemary zu Salm und Salm-Salm, Wild- und Rheingräfin (1904-2001), dochter van erfprins Emanuel van Salm en Salm-Salm en aartshertogin Maria Christina van Oostenrijk. De dag daarna werd het huwelijk ook kerkelijk ingezegend. Rosemary en Hubert Salvator kregen tussen 1927 en 1949 dertien kinderen.
Hij was Ridder in de Orde van het Gulden Vlies.